# La prima cosa bella (chanson)
Pour les articles homonymes, voir La prima cosa bella (homonymie).
Singles par Nicola Di Bari
Eternamente
(1969) Vagabondo
(1970)
Singles par Ricchi e Poveri
L'amore è una cosa meravigliosa
(1970) In questa città
(1970)
La prima cosa bella (« La première belle chose ») est une chanson écrite par Mogol et Nicola Di Bari. 

## La chanson

### Enregistrement
Lucio Battisti a écouté la chanson, offert à Di Bari d'enregistrer une démo, dans laquelle il a joué la guitare, accompagné de Franz Di Cioccio, Damiano Dattoli, Andrea Sacchi et Flavio Premoli, musiciens qui ont souvent collaboré avec Battisti pour ses enregistrements. L'arrangeur Gian Franco Reverberi a décidé d'utiliser cette version comme base, en ajoutant simplement l'orchestre à cordes qu'il dirigea. La chanson était initialement prévue pour être interprétée au Festival de Sanremo par Di Bari avec Gianni Morandi, mais ce dernier renonça et il fut remplacé par Ricchi e Poveri (alors en quatuor).
La chanson se classe à la 2e place, avec 309 points obtenus, lors de la 20e édition du Festival de Sanremo (1970) avec une double interprétation de Nicola Di Bari et de Ricchi e Poveri.

### Au cinéma
In 2008, la version de Ricchi e Poveri a été incluse dans la partition musicale du film Il divo de Paolo Sorrentino. Trois ans plus tard, la chanson est présente dans La prima cosa bella réalise par Paolo Virzì; une nouvelle version de la chanson, interprétée par la chanteuse italo-marocaine Malika Ayane a été incluse dans la bande-son du film et a atteint la 5e place sur le hit parade italien,.
La version de Di Bari a culminé à la 1re place du hit parade italien.

### Adaptations en français
Dalida a enregistré Si c'était à refaire et Frank Michael Souviens-toi de ma chanson, deux versions qui reprennent, avec des paroles différentes, la même musique.

## Liste des titres
Toutes les paroles sont écrites par Mogol, toute la musique est composée par Nicola Di Bari; le tout sauf indication contraire.
| A. | La prima cosa bella (Sanremo 1970 (it)) | 3:11 |
| B. | ...e lavorare                           | 3:09 |

| A. | La prima cosa bella (Sanremo 1970) |                                |              | 3:45 |
| B. | Due gocce d'acqua                  | Franco Califano, Angelo Sotgiu | Franco Gatti | 2:55 |